# Phygadeuon kiashii
Phygadeuon kiashii là một loài tò vò trong họ Ichneumonidae.